# Sheep Go to Heaven
Sheep Go To Heaven – singiel zespołu Cake wydany w roku 2001 za pośrednictwem Columbia Records. Piosenka opowiada o smutku wokalisty zespołu.
Serwis Sputnikmusic napisał, że "tekst piosenki jest bardzo interesujący i od razu nakręca słuchacza (...) Daje się słyszeć charakterystyczne lenistwo w głosie McCrei, przeplatane z dźwiękiem gitary, trąbki i organów"; serwis dał piosence maksymalną ocenę w swojej pięciostopniowe skali.

## Spis utworów[2]
1. "Sheep Go To Heaven" (Edit) – 3:47
2. "Never There" Live – 3:23
3. "Is This Love?" Live – 4:30
4. "Sheep Go To Heaven" – 4:44

## Teledysk
Wideo do tego utworu jest animacją. Przedstawia członków zespołu Cake, którzy swoim strojem chcą przypomnieć członków zespołu KISS. Grają w barze sportowym. Wideo wyreżyserował Mark Kornweibel.